# Sân bay Liên Thủy Hoài An
Sân bay Liên Thủy Hoài An (IATA: HIA, ICAO: ZSSH) là một sân bay phục vụ thành phố Hoài An, tỉnh Giang Tô, Trung Quốc. Nó nằm ở thị trấn Chenshi tại Liên Thủy, Hoài An, 22 km về phía đông bắc của trung tâm thành phố. Công tác xây dựng sân bay bắt đầu vào tháng 10 năm 2008 với tổng vốn đầu tư 800 triệu nhân dân tệ, và các chuyến bay thương mại bắt đầu vào tháng 9 năm 2010.
Năm 2011, năm đầu tiên hoạt động, sân bay Hoài An phục vụ 230.000 hành khách để trở thành sân bay bận rộn thứ 99 ở Trung Quốc.